# Philarius imperialis
Philarius imperialis är en kräftdjursart som först beskrevs av Kubo 1940.  Philarius imperialis ingår i släktet Philarius och familjen Palaemonidae. Inga underarter finns listade i Catalogue of Life.